# Pseudoploesoma greeni
Pseudoploesoma greeni är en hjuldjursart som beskrevs av Koste 1978. Pseudoploesoma greeni ingår i släktet Pseudoploesoma och familjen Synchaetidae. Inga underarter finns listade i Catalogue of Life.